# 왕쭝위안
왕쭝위안(중국어: 王宗源, 병음: Wáng Zōngyuán, 한자음: 사사역, 2001년 10월 24일~)은 중화인민공화국의 다이빙 선수이다. 2020년 하계 올림픽에서 남자 3m 싱크로 종목 금메달과 남자 3m 스프링보드 은메달을 획득했으며 2024년 하계 올림픽에서도 남자 3m 싱크로 종목 금메달과 남자 3m 스프링보드 은메달을 획득했다. 또한 세계 선수권 대회에서 금메달 9개, 동메달 1개, 아시안 게임에서 금메달 1개, 동메달 1개를 획득했다.

## 수상

### 개인
- 중국청년5.4표창(2022년)